# Paul Deussen
Paul Deussen (Oberdreis, Renània-Palatinat, 7 de gener de 1845 - Kiel, 6 de juliol de 1919) fou un filòsof, historiador, orientalista i professor universitari alemany.
Deixeble de Schopenhauer, fou professor a la Universitat de Berlín i la Universitat de Kiel. Estudiós dels fonaments filosòfics de la religió, arribà al convenciment de la identitat de totes les religions instituïdes. Entre les seves nombroses obres cal destacar Allgemeine Geschichte der Philosophie, mit besonderer Berücksichtigung der Religionen (‘Història general de la filosofia, amb especial consideració de les religions’, 6 volums, 1894-1917). Fou editor d'obres de Schopenhauer i amic de Friedrich Nietzsche (1844–1900), gran admirador de la cultura vedàntica, va viatjar molt a l'Índia, on era conegut pel seu nom preferit en sànscrit, ‘Devasena’. Entre les seves nombroses publicacions destaquen The Philosophy of the Upaniṣads (1899, amb una traducció a l'anglès de 1906), i extenses traduccions a l'alemany dels Upaniṣads, parts de la Mahābhārata i dels Brahmasūtrabhāṣya de Śaṅkara, entre d'altres.